# Immagine in Cornice
Az Immagine in Cornice (olasz: kép keretben, bekeretezett kép) a Pearl Jam együttes 2006-os koncertturnéjának olasz állomásain készült felvételek gyűjteménye. A DVD-n megtalálhatóak: kulisszák mögötti jelenetek, koncertfelvételek és extrák.

## Áttekintés
A filmet a híres fotós, Danny Clinch rendezte. Több különféle formátumban vették fel a jeleneteket a Super-8-astól a High Definition-ig (csúcsminőség).

## Számok
1. "Severed Hand"
  - 9/17/06, Datch Forum di Assago, Milánó, Olaszország
2. "World Wide Suicide"
  - Mix a következőkből: 9/14/06, PalaMalaguti, Bologna, Olaszország, 9/16/06, Verona Arena, Verona, Olaszország, 9/17/06, Forum, Milánó, Olaszország, 9/19/06, Palaisozaki, Torino, Olaszország, és 9/20/06, Piazza del Duomo, Pistoia, Olaszország
3. "Life Wasted"
  - 9/19/06, Palaisozaki, Torino, Olaszország
4. "Corduroy"
  - 9/16/06, Verona Arena, Verona, Olaszország
5. "State of Love and Trust"
  - 9/17/06, Forum, Milánó, Olaszország
6. "Porch"
  - 9/16/06, Verona Arena, Verona, Olaszország
7. "Even Flow"
  - 9/19/06, Palaisozaki, Torino, Olaszország
8. "Better Man"
  - 9/16/06, Verona Arena, Verona, Olaszország
9. "Alive"
  - 9/17/06, Forum, Milánó, Olaszország
10. "Blood"
  - 9/16/06, Verona Arena, Verona, Olaszország
11. "Comatose"
  - 9/20/06, Piazza del Duomo, Pistoia, Olaszország
12. "Come Back"
  - 9/20/06, Piazza del Duomo, Pistoia, Olaszország
13. "Rockin' in the Free World"
  - 9/20/06, Piazza del Duomo, Pistoia, Olaszország

### Bónusz dalok
- "A Quick One While He's Away" (9/19/06, Palaisozaki, Torino, Olaszország, a My Morning Jacket-tel)
- "Throw Your Arms Around Me" (9/20/06, Piazza del Duomo, Pistoia, Olaszország)
- "Yellow Ledbetter" (9/17/06, Forum, Milánó, Olaszország)

## Listás helyezések
Az információk a Billboard-tól származnak.
| Év   | Lista               | Helyezés |
| ---- | ------------------- | -------- |
| 2007 | US Top Music Videos | 1        |

## Alkotók
- Jeff Ament – basszusgitár
- Matt Cameron – dob
- Boom Gaspar – Hammond B3, Fender Rhodes
- Stone Gossard – gitár
- Mike McCready – gitár
- Eddie Vedder – ének, gitár
- Danny Clinch – rendezés
- Linda Narvaez – producer
- Brett Eliason – keverés
- John Burton – felvételek